# 文昌衛星発射場

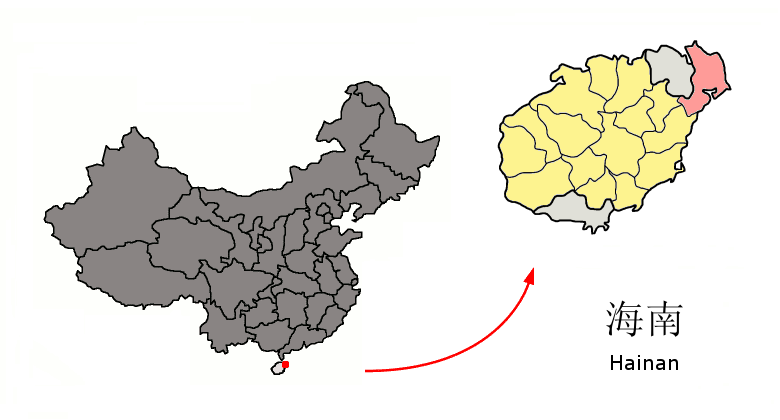
センターのある文昌市の位置（赤）

文昌衛星発射場（ぶんしょうえいせいはっしゃじょう、簡体字: 文昌卫星发射场、英語: Wenchang Satellite Launch Site）は、中華人民共和国海南省文昌市郊外のロケット発射場、西昌衛星発射センターに所属。南シナ海に面した海南島の北東の海岸に位置する中国第4の発射場で、4つの発射場のうち最も南にあり、中国初となる海岸沿いの発射場。もとは弾道ロケットの試験場だった場所であるが、本格稼働に向け拡張工事が行われている。

## 位置の選定
北緯19度という中国領内でも低緯度の場所にあるため、地球の自転による遠心力がより大きく、ロケットへの積載重量はこれまでの西昌衛星発射センターよりも10%以上大きくでき、衛星の寿命も2年は伸びる。開発中の大型ロケット、長征5号ロケットの唯一の発射場となり、今後の中国の宇宙開発の大型化にも貢献する。
文昌はロケットの発射方向となる東側に海があるため、打ち上げ時に切り離すブースター等や打ち上げ失敗時の残骸の落下による被害を少なくできる。
従来の中国内陸部にある発射場では鉄道輸送上の理由から3.5m以上の直径のロケットは搬入することができず、直径5mという長征5号ロケットのブースターを輸送することはできない。文昌は海に面しているため船での輸送が可能で、天津市臨海部の浜海新区に建設中の宇宙工業団地からは海路でロケットや衛星を輸送できるようになる。

## 経緯

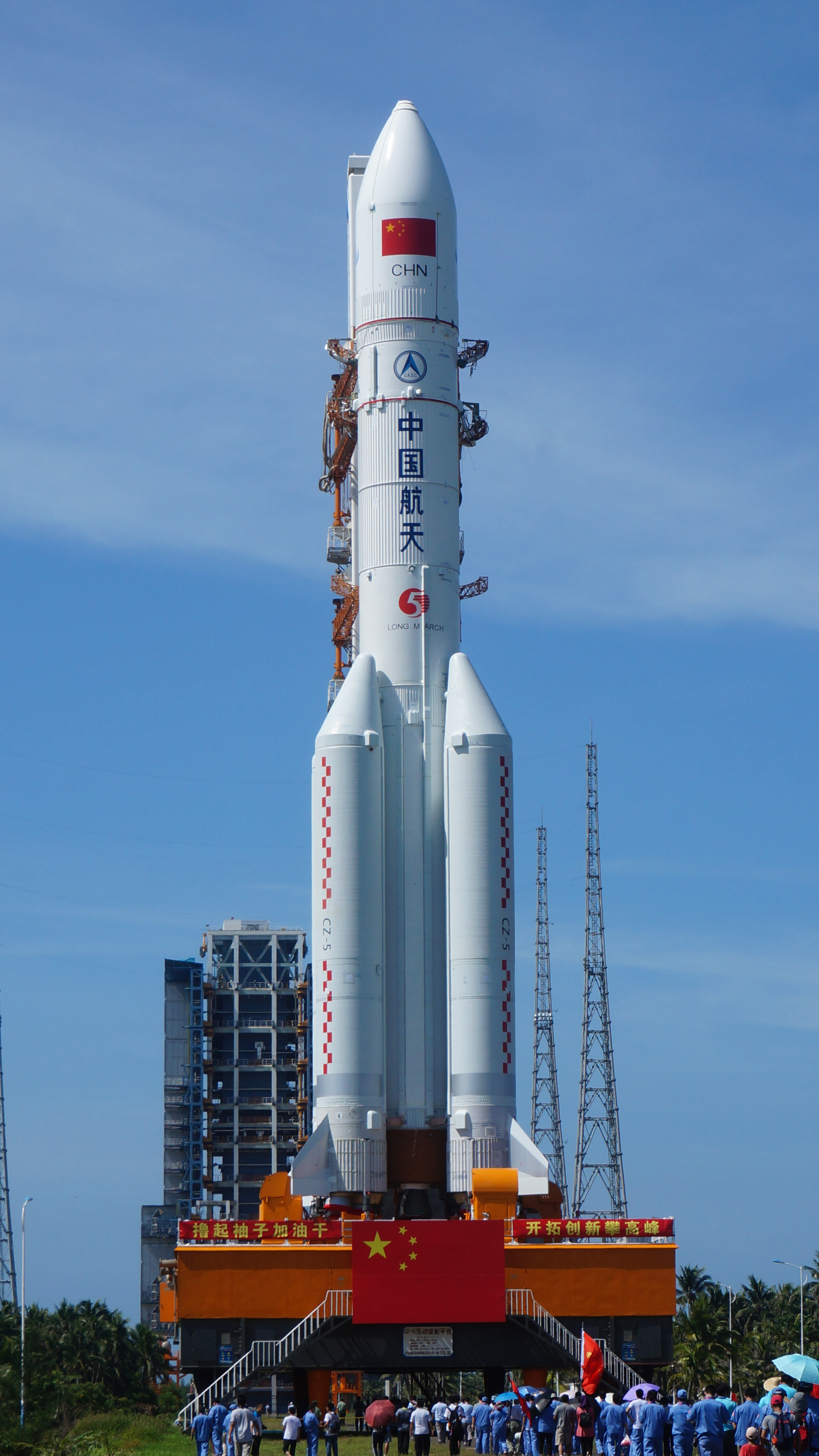
文昌で発射を待つ長征5号遥2ロケット（2017年）

1970年代に中国の宇宙開発が本格化するまで、緯度の低い海南島に大きなロケット基地を造る構想は何度も立てられた。しかし海岸沿いは敵軍により偵察・攻撃・占領されやすいことが冷戦当時には問題となり、冷戦中に建設された中国の衛星発射センターは全て内陸部に立地している。
文昌には1994年から弾道ロケットの観測所や試験発射場が建設された。1998年の織女1号弾道ロケット（织女一号火箭）を皮切りに、2006年までの間に文昌からは5回弾道ロケットが打ち上げられた。
2007年9月22日、中国中央テレビは、国務院と中央軍事委員会が文昌の新しい衛星発射場建設の認可を下したことを報じた。2007年10月末には、文昌市長が衛星発射場建設のため1,133ヘクタールの土地を収用すると発表し、龍楼鎮（緯度経度： 北緯19度39分07秒 東経110度57分47秒 / 北緯19.652度 東経110.963度 ）と東郊鎮（緯度経度： 北緯19度34分01秒 東経110度52分01秒 / 北緯19.567度 東経110.867度 ）の6000人以上が立ち退くこととなった 。実際の発射場は龍楼鎮付近となり、東郊鎮の周辺には観光客向けに宇宙科学をテーマにしたテーマパークが建設されることとなっている。
2008年初頭の予想では文昌からの長征5型ロケットの発射は衛星発射場稼働の1年後の2014年になるとみられている。2009年9月14日、海南省文昌市の「海南航天発射場」の正式工事開始の儀式が現場で行われ、2013年に使用開始予定、と同日の中国中央テレビなどで報道された。2014年10月18日、中国の新華社通信はこの打上げ基地が完成し、2017年には無人の月探査衛星「嫦娥5号」をここから打ち上げる予定であることを報じた。

## 命名
最初の名前は「海南航天発射センター」、「海南航天発射場」などがある。2016年6月25日、長征7号が文昌衛星発射場で打ち上げ、当時は「海南文昌衛星発射場」と呼ばれる。2016年11月3日、長征5号打ち上げ前に「中国文昌衛星発射場」（中国語: 中国文昌航天发射场, 英語: China Wenchang Spacecraft Launch Site）と正式に命名された。